# Jövő idő (nyelvészet)
A nyelvtanban a „jövő idő” terminus általánosan az igeidő egyik alapvető jelentését nevezi meg, amellyel a beszélő a közlés ideje utánra helyezi az igével kifejezett cselekvést, történést, állapotot stb. A jövő idő két másik alapvető időre vonatkozó jelentéssel áll ellentétben, a jelennel és a múlttal. Egyes nyelvekben több jövő idejű alak van, több paradigma, amelyek a jövő időnek több árnyalati jelentését fejezik ki.
Ez a meghatározás csak a jövő idő „abszolút”-nak nevezett használatát fedi, azaz csupán a közlés idejéhez viszonyítottat. Ez főleg egyszerű mondatban és főmondatban van meg. Egy ige jövő ideje relatív használatú is lehet, ha egy másik ige egyéb alapvető idejéhez vagy egy másik jövő idejű alakhoz viszonyított, főleg amikor mindkét ige ugyanabban az összetett mondatban van.
Nyelvtől függően több vagy kevesebb jövő idejű alak van. Ezek igemód, igenem, igeszemlélet, igejelleg, időbeli viszony, nyelvi regiszter és pragmatikai tényezők szerint különböznek. Ugyancsak ezen fogalmaktól függően vannak egyszerű és összetett jövő idejű alakok, az előbbiek toldalékokkal kifejezettek, az utóbbiak segédigékkel. Az egyszerű alakok főleg viszonylag magas fokú szintetizmussal, az összetettek főleg viszonylag magas fokú analitizmussal rendelkező nyelvekre jellemzőek.
A jövő idejű jelentést nem mindig specifikus időalak fejezi ki, hanem más igeidőre jellemző is. Ezzel szemben olykor jövő idejű alak más igeidőt fejez ki, mint a szokásosat. A nem specifikus, de a specifikus jövő idejű alakok mellett is gyakran olyan időhatározók is használatosak, amelyek pontosítják, illetve megerősítik az időre vonatkozó jelentésüket.

## A magyar nyelvben
A magyarban egy-egy jövő idejű alakja van a kijelentő módnak és a melléknévi igenévnek.
Kijelentő mód jövő idő. Ebben a módban a lesz ige az egyedüli egyszerű jövő idejű alak. Az összes többi igének csak egy jövő idejű alakja van, amely összetett. Segédigéje fog, amely a lexikai jelentésű főnévi igenévvel társul. Állító alakban a segédige követi vagy megelőzi az igenevet, ha ennek nincs igekötője : Sokáig élni fog vagy Sokáig fog élni. Amennyiben hangsúlyos szó van az ige előtt, mint például tagadó alakban, a segédige az igenév előtt áll: Nem fogom eltűrni, hogy így beszélj velem. Állító alakban, igekötős igenév esetében a segédige az igekötő és az igenév között helyezkedik el: Meg fogják építeni a kórházat.
Abszolút használattal a jövő idejű alak alapjelentése a közlés ideje utáni cselekvés kifejezése, mint a fenti példákban. Pragmatikai jelentésként kérés enyhítésére is szolgál kérdésben: Fogsz nekem főzni egy kávét?
Olyan nyelvekkel ellentétben, mint a francia vagy az angol, relatív igeidőként használható a ha kötőszóval bevezetett feltételes mellékmondatban: Mikor lesz időm, pihenni fogok.
A jövő idejű szenvedő szerkezet a lesz igével és a határozói igenévvel alakul: Egy hét múlva be lesz fejezve a munka.
A magyarban van ún. beálló melléknévi igenév, melyet az idegen nyelvű magyar nyelv grammatikái jövő idejűnek neveznek, pl. A ma feladandó levelek az asztalon vannak.

## A francia nyelvben
A franciában több jövő idejű alak van, csak kijelentő módban.
A futur simple (egyszerű jövő) analitikus alakból vált szintetikussá. Személyragjai a latin habere „birtolni” kijelentő mód jelen idejű alakjaiból származnak, amelyek a változatlan vagy a fejlődés során megváltozott jelen idejű főnévi igenévhez járulnak, ezért mindig ott van előttük a főnévi igenév végén található r. Rendszerint abszolút használatú, a közlés idejéhez többé-kevésbé távoli cselekvést fejez ki: Dans cinquante ans, quel sera l’état de notre planète ? ’Milyen lesz ötven év múlva bolygónk állapota?’ A parancsoló/tiltó felszólító mód helyett is használható: Vous prendrez ce médicament deux fois par jour pendant une semaine ’Be fogja venni est a gyógyszert kétszer naponta egy hétig’.
Ez az alak történelmi jövőként is használatos: Pendant plusieurs décennies, Louis XIV sera le monarque le plus puissant du monde ’Több évtizeden át XIV. Lajos a világ legerősebb uralkodója lesz’.
A futur antérieur (előidejű jövő) alakját igétől függően az avoir ’birtokolni’ vagy az être ’lenni’ segédige egyszerű jövő idejű alakjával képezik. A legtöbb cselekvő ige segédigéje az avoir, az összes szenvedő igéé, az összes visszaható alakú igéé és néhány cselekvőé pedig az être. A lexikai jelentésű igének a múlt idejű melléknévi igenév felel meg. Az être segédige használatakor a melléknévi igenév mindig nemben és számban egyezik az alannyal. Egyes esetekben az avoir használatakor is egyeztetett a melléknévi igenév, de nem az alannyal, hanem a tárggyal. Olyan jövő idejű cselekvést fejez ki, amely a jövő egy bizonyos időpontjánál előbb fog bekövetkezni. Példák:
- egyszerű jövőben álló igéhez viszonyítva: Je lui téléphonerai quand tu auras fini ton devoir. ’Majd telefonálok neki, amikor befejezted (befejezed) a leckédet’;[14]
- felszólító módú igéhez viszonyítva: Quand tu auras lu le journal, passe-le-moi ’Majd ha elolvastad az újságot, add ide nekem’;[12]
- határozóval jelölt időponthoz viszonyítva (beleérti a befejezett igeszemléletet és pragmatikailag a bizonyosságot): Dans un mois, Marie aura accouché d’une petite fille ’Egy hónap múlva Marie kislányt fog szülni’.[12]

Nem specifikus jelentésként ez az igealak feltételezést is kifejez múltbeli cselekvéssel kapcsolatban: Paul n’est pas encore arrivé ; il aura oublié notre rendez-vous ’Paul még nem jött meg; valószínűleg megfeledkezett a találkozónkról’.
A futur simple dans le passé (egyszerű jövő a múltban) alakja nem specifikus, hanem a feltételes mód jelen időé. Ez is szintetikus, töve azonos az egyszerű jövő tövével, melyhez a folyamatos múlt ragjait adják hozzá. Kötelező a használata az egyszerű jövő helyett a legtöbb olyan esetben, amikor utóidejű cselekvésről van szó múlt idejű igéhez viszonyítva: Mme Dupont a dit que Denise surveillerait les enfants ’Dupont-né azt mondta, hogy Denise vigyázni fog a gyerekekre’.
A futur antérieur dans le passé (előidejű jövő a múltban) alakja tulajdonképpen a feltételes mód múlt időé. Helyettesíti az előidejű jövő időt egyszerű jövő a múltban alakú igéhez viszonyítva: On a annoncé que les deux présidents recevraient les journalistes après qu’ils auraient signé l’accord de coopération entre leurs deux pays ’Bejelentették, hogy a két elnök fogadni fogja az újságírókat, miután aláírták a két ország közötti közreműködésről szóló egyezményt’.
A futur proche (közvetlen jövő) az aller ’menni’ ún. fél-segédige kijelentő mód jelen idejével képzett, amely a lexikai jelentésű főnévi igenévvel társul. Abszolút használatú, és elvben olyan jövő idejű cselekvést fejez ki, amelyet közvetlenül a közlés ideje utánra helyez a beszélő, de a szokásos nyelvi regiszterben távolabbi cselekvést is kifejezhet: Nous allons goûter le champagne ’Most megkóstoljuk a pezsgőt’, Elle va se marier dans quinze jours ’Két hét múlva megy férjhez’.
Az aller ige folyamatós múltú alakjával ez a körülírás múltbeli időponthoz közeli utóidejű cselekvést fejez ki: Au moment où j’allais sortir, j’ai constaté que j’avais oublié mon portefeuille ’Abban a pillanatban, amikor kilépni készültem, észrevettem, hogy elfelejtettem magamhoz venni a pénztárcámat’.
A fenti alakoknak vannak szenvedő igenemű változataik is, amelyekben a létige felveszi a fenti alakokat, és utána a lexikai jelentésű, az alannyal egyeztetett múlt idejű melléknévi igenév következik: La loi sera / va être / aura été votée par les députés szó szerint *’A törvény meg lesz szavazva a képviselők által’.

## Az angol nyelvben
Az angolban is több jövő idejű alak van, mindegyik analitikus.
A simple future (egyszerű jövő) is analitikus, a hagyományos elnevezése ellenére. A nem segéd-, hanem modális igéknek tekintett will ’akar’ vagy shall ’kell’ igékkel alakul, melyekhez a lexikai jelentésű to partikula nélküli főnévi igenév társul. Tagadó alakban a modális igék szokásosan összeolvadnak a tagadószóval: will not → won’t, shall not → shan’t. Olykor mindkét modális ige jelentéskülönbség nélkül használható: I will/shall be at home tomorrow ’Holnap otthon leszek’. Hirtelen elhatározás, valamint ajánlat vagy ígéret esetében a will rendszerint ’ll-é válik : It’s raining. I’ll take an umbrella ’Esik az eső. Viszek magammal esernyőt’, I’ll do my best to help you ’Mindent meg fogok tenni, hogy segítsek rajtad’.
Ígéret a shall-el is kifejezhető: You shall be the first to know ’Te leszel az első, aki meg fogja tudni’. Ugyancsak a shall-t használja a beszélő olyan kérdésben, amelyben határozatlanságát fejezi ki tennivalóval kapcsolatban: Where shall I put these flowers? ’Hova tegyem ezeket a virágokat?’
Ez az igealak helyettesítheti a parancsoló/tiltó felszólító módot: You will leave the building immediately ’Azonnal elhagyja az épületet!’
A future continuous (folyamatos jövő) a be létige egyszerű jövőjével és a lexikai jelentésű ún. active participle ’cselekvő melléknévi igenév’-vel alakul. Egy bizonyos jövőbeli időszakban lezajló folyamatos szemléletű és tartós-huzamos jellegű cselekvést (I’m going on holiday. This time next week I’ll be lying in the sun ’Szabadságra megyek. Jövő héten ilyenkor napozni fogok’) vagy ismétlődő jellegű, szokás eredményeként tekintett cselekvést fejez ki: I’ll be having lunch in the canteen as usual ’A menzán fogok ebédelni, mint szoktam’.
A future perfect (befejezett jövő) a have ’birtokol’ ige egyszerű jövőjéből és a past participle ’múlt idejű melléknévi igenév’-ből képzett. A francia előidejű jövőnek felel meg: Our neighbours are moving soon. They’ll have only been here a year ’A szomszédaink hamarosan elköltöznek. Alig egy évig voltak itt’.
Több körülírás közvetlen jövőt fejez ki a közlés idejéhez viszonyítva. Mindben a létige a segédige az ’egyszerű jelen’-nek nevezett igeidőben.
Be going to (be + go ’megy’ cselekvő melléknévi igeneve + a to partikulás lexikai jelentésű főnévi igenév) olyan jövőbeli cselekvést fejezi ki, amelyről a közlés idejében tudni, hogy be fog következni (It’s ten already. We’re going to be late ’Már tíz óra. El fogunk késni’) vagy olyat, amellyel kapcsolatban a közlés idejében fejeznek ki szándékot: I’m going to start my own business ’Saját üzletemet fogom elindítani’.
A be to körülírás (be + főnévi igenév) főleg a médiában használt: The Prime Minister is to visit Budapest ’A miniszterelnök látogatást fog tenni Budapesten’.
Nagyon közeli jövőt fejez ki a be about to körülírás: Hurry up. The coach is about to leave ’Siess! A busz azonnal indul!’ Ezzel hasonló a be on the point of körülírás a lexikai jelentésű cselekvő melléknévi igenévvel: The company is on the point of signing the contract ’A cég azon a ponton van, hogy aláírja a szerződést’.
Egyéb körülírások múltbeli cselekvéshez viszonyítva fejeznek ki közeli jövőt, a létige past simple ’egyszerű múlt’-jával:
- a go cselekvő melléknévi igenevével + főnévi igenév: Mr Dudley was going to retire, but then he found another job ’Dudley úr nyugalomba készült vonulni, de más munkahelyet talált’;
- az about szóval + főnévi igenév: We had to hurry. The coach was about to leave ’Sietnünk kellett. A busz éppen indulni készült’.

A szenvedő igenemet analóg módon képezik a franciával: The drugs will be destroyed. The men are going to be charged with importing cocaine ’A drogokat megsemmisítik. Az embereket kokain behozatala miatt vád alá fogják helyezni’.

## A közép-délszláv diarendszerben
A közép-délszláv diarendszer nyelveiben (bosnyák, horvát, montenegrói, szerb) csak két jövő idejű alak van, mindkettő analitikus, néhány hangtani és morfofonológiai különbséggel a négy sztenderd között.
Az 1. jövő időnek nevezett alak segédigéje a (szerbül) hteti / (bosnyákul), (horvátul) htjeti / (montenegróiul) htjeti vagy šćeti ’akarni’ ige kijelentő mód jelen ideje, amelyhez a lexikai jelentésű főnévi igenév adódik hozzá.
A segédige teljes alakja akkor használatos, amikor hangsúlyozott. Így van ez eldöntendő kérdés esetében, ha a li kérdő partikulát használják: (szerbül) Hoću li videti? Fogok-e látni? Más esetekben a segédige a ho szótaggal megrövidül, és hangsúlytalan lesz, klitikum. Ekkor két alaki eset létezik:
- Ha közvetlenül az ige előtt legalább egy hangsúlyos szó van, a segédige az igenév előtt áll, és köztük gyakran egy vagy több más szó is elhelyezkedik: (bosnyákul) Sutra ću posjetiti roditelje ’Holnap meg fogom látogatni a szüleimet’,[22] (montenegróiul) Ta će se zgrada graditi više godina ’Ez az épület több év alatt fog megépülni’.[23]
- Ha közvetlenül az ige előtt nincs hangsúlyos szó, vagy ha szünet van előtte, a segédige az igenév mögé kerül. A szerb sztenderdben és a montenegróiban elmarad a főnévi igenév képzője, ha ez -ti, és a segédige egyetlen hangtani és írott szót alkot vele: (montenegróiul) Zvaću Ivana i reći ću mu sve što znam ’El fogom hívni Ivant és el fogok mondani neki mindent, amit tudok’.[23] A horvát és a bosnyák helyesírásban a ti- képzőből csak az i marad el, és a segédigét külön írják: (horvátul) Po mom povratku udarit ćemo na Krško ’Visszatértemkor Krškóra(wd) fogjuk irányítani a csapást’ (August Šenoa).[24]

Tagadó alakban a ne tagadó szó prefixumként kerül a segédige elé, amely ezáltal hangsúlyos lesz és az igenév előtt áll mindegyik sztenderdben: (bosnyákul) Čestit čovjek nikad neće prevariti drugoga ’Becsületes ember nem csapja be a másikat’.
Amint az előző példákból látszik, az 1. jövő idő általában a magyar jövő időnek felel meg. Mint egyéb nyelvekben, ez az alak is használható parancsban vagy tiltásban: (szerbül) Odnećeš ovo pismo i reći ćeš… ’Elviszed ezt a levelet és azt mondod…’. Van még történelmi jelentése is: ((montenegróiul) Dugo je vladao mir i niko ništa nije pitao; tek treći dan reći će princeza majci:… ’Sokáig béke honolt, és senki semmit sem kérdezett; csak harmadnap mondja a királylány az anyjának:…’), valamint örökidejű is: Dok je novca, biće i prijatelja ’Amíg van pénz, barátok is lesznek’. A biti létige + da ’hogy’ kötőszó + a lexikai jelentésű ige kijelentő mód jelen vagy múlt idejével feltételezés fejezhető ki: Biće da se razboljela ’Talán megbetegedett’.
Abszolút használatán kívül ez az alak múltbeli időponthoz viszonyított utóidejű cselekvést is kifejez: (szerbül) Rekao sam da ćete se posvađati i tako je i bilo ’Megmondtam, hogy veszekedni fogtok, és így is történt’.
A 2. jövő nevű alakot a létige befejezett szemléletű kijelentő mód jelen idejű alakja adja segédigeként, amelynek csak ilyen funkciója van, és a lexikai ún. „cselekvő melléknévi igenév”, amely nemben és számban egyezik az alannyal. Csak relatív használatú, és jelentése attól függ, hogy az utóbbi tag befejezett vagy folyamatos szemléletű-e, amit bizonyos prefixumok vagy utóképzők jelenléte jelöl, illetve ilyenek hiánya. Csak mellékmondatokban használják. Folyamatos igékkel rendszerint egyidejű cselekvést fejez ki az alaptagját képező igével, amely 1. jövő időben áll: (szerbül) Ako ne budu slušali, neće ništa naučiti (hímnem többes szám) ’Ha nem hallgatják, ami elhangzik, semmit se fognak tanulni’. Befejezett igékkel szokásosan előidejű cselekvést fejeznek ki az alaptaghoz viszonyítva, amely parancsoló van tiltó is lehet: Uzmi ono što budeš našao ’Vedd el azt, amit találni fogsz’.
Ezekben a nyelvekben is a szenvedő alakban a létige a segédige, amely az ún. „szenvedő melléknévi igenév”-vel társul. Ez is egyezik az alannyal: Knjiga će biti napisana (nőnem egyes szám) ’A könyv meg lesz írva’.

## A román nyelvben
A magyar jövő időnek négy alak felel meg a románban. Mind analitikus, és eloszlásuk nyelvi regiszter szerinti.
Az egyik jövő idő az a vrea ’akarni’ erre a funkcióra szakosodott alakokkal rendelkező segédigével képzett, amely a lexikai jelentésű a partikula nélküli jelen idejű főnévi igenévvel társul. Főleg abszolút használatú: Omenirea va găsi probabil noi surse de energie ’Az emberiség valószínűleg új energiaforrásokat fog találni’, Spectacolul va începe la a treia bătaie a gongului ’Az előadás a harmadik gongütéskor fog elkezdődni’. Történelmi jövő idejű jelentése is van: În 1852 se va naște I. L. Caragiale ’1852-ben megszületik Ion Luca Caragiale’. Relatív használattal viszonyúlhat múlt idejű igéhez is: Credeam că va veni, dar n-a fost așa ’Azt hittem, hogy el fog jönni, de nem így lett’. Gyakrabban használják az előidejű jövő jelentésével is, mint ennek specifikus alakját: După ce vom asculta toate părerile, vom trage concluziile ’Miután meghallgatjuk az összes véleményt, le fogjuk vonni a következtetéseket’.
Ez az alak parancsoló/tiltó jelentésű is lehet: Veți lua măsurile necesare ’Megfogják hozni a szükséges intézkedéseket’.
A választékos nyelvi regiszterben ez az egyedüli jövő idejű alak, de előfordul a szokásosban is.
A többi három a szokásos regiszterben használt, és a fesztelenben is. Az egyik úgy alakul, mint az előbbi, de a segédige egyik, a kezdeti v nélküli változatával, pl. oi aduna (voi aduna helyett) ’majd összegyűjtök/összegyűjtöm’.
Egy másikban az a vrea segédige az o alakot veszi fel mindegyik személyben, és a lexikai jelentésű tag kötőmód jelen idejű ige: Altă dată n-o să te mai cred pe cuvânt ’Máskor majd nem hiszem el, amit mondasz’.
A harmadik alakban is a főige kötőmód jelen idejű, de a segédige az a avea ’birtokolni’ kijelentő mód jelen idejű alakja: Ați făgăduit că aveți să ne scrieți regulat ’Azt ígértétek, hogy majd rendszeresen írtok nekünk’.
Az előidejű jövő az a vrea jövő idejéből és a lexikai jelentésű egyeztetetlen melléknévi igenévből alakul, amelyben a románban csak egy van. Használata hasonló a francia ugyanilyen elnevezésű alakéhoz: Se va trece la asalt după ce artileria își va fi terminat misiunea ’Azután megyünk át támadásba, miután a tüzérség teljesítette feladatát’. Abban különbözik a francia alaktól, hogy a választékos, főleg írott nyelvre korlátozott, és régies is. A szokásos nyelvben a többi jövő idejű alak helyettesíti.
A fenti alakok szenvedő változatainak a segédigéje a románban is a létige, a lexikai jelentésű egyeztetett melléknévi igenévvel: Cărțile vor fi puse la loc ’A könyvek a helyükre lesznek téve’.
Vannak nem teljesen grammatikalizált, de a jövő időre jellegzetes körülírások is. A közlés idejéhez viszonyított közeli jövőt az a urma ’következik’ ige kijelentő mód jelen idejű alakja + kötőmód jelen idő fejezi ki: Urmează să plec la țară ’Falura készülök menni’ (szó szerint *’Következik, hogy falura menjek’). Múlt idejű igéhez viszonyítva az a urma ige folyamatos múltban áll: urma să plec ’menni készültem’. Egy másik jövő idő a múltban az a avea folyamatos múltjával és a kötőmód jelen idővel alakul, de ez nem közeli cselekvést fejez ki: Nimeni nu știa atunci că el avea să devină scriitorul cu cel mai mare succes din generația sa ’Senki sem tudta akkor, hogy ő a nemzedékének a legsikeresebb írója lesz’.

## Nem specifikus igealakokkal kifejezett jövő idő
Legalábbis az itt említett nyelvekben egyes más igealakok, mint jövő idejűek már eleve beleértik, hogy a közlés ideje utáni cselekvésről van szó. Ilyen például a parancsoló/tiltó felszólító mód, amellyel a beszélő azt kéri egy másik személytől vagy arra készteti, hogy megtegyen vagy ne tegyen meg valamit, esetleg saját magát is beleértve az alanyba. Példák:
- (magyarul) Hagyjál békén![34]
- (franciául) Ne touchez pas à ça ! ’Ne érjetek/érjen ehhez!’;[35]
- (angolul) Come in ’Gyere / Jöjjön be!’;[36]
- (szerbül) Krenimo! ’Induljunk!’;[37]
- (románul) Dă-mi împrumut zece lei, te rog! ’Adjál kölcsön tíz lejt, kérlek!’[38]

A kötőmód jelen ideje és a más nyelvekben neki megfelelő alakok, mint a magyar felszólító mód, ugyancsak a jövőre vonatkozik abszolút használattal harmadik személynek üzent parancsként/tiltásként. Relatív időalakként jelen idéjű igéhez viszonyítva is ezt teszi, múlt idejű alaptaggal pedig jövő idő a múltban jelentése van:
- (magyarul) Megmutatta, hogyan játsszuk el a szerepet;[39]
- (franciául) Que personne ne sorte ! ’Senki se menjen ki!’;[40]
- (angolul) The Opposition are insisting that the Minister resign ’Az ellenzék határozottan kéri, hogy a miniszter mondjon le’;[41]
- (románul) Nu vreau să plec ’Nem akarok elmenni’.[42]

A főnévi igenév jelen idejű, vagy az egyes nyelvekben egyetlen alakjának ugyancsak lehet jövő idejű jelentése, abszolút használattal parancsban vagy tiltásban, de relatív használattal is, amikor az alaptagjáéval azonos az alanya, gyakrabban például a franciában vagy a horvátban, ritkábban a románban vagy a szerbben:
- (magyarul) Nem tudom kinyitni az üveget;[43]
- (franciául) Il veut venir avec nous ’Velünk akar jönni’;[44]
- (angolul) He wants to go ’El akar menni’;[45]
- (horvátul) Marija želi pisati ’Marija írni akar’;[46]
- (románul) A se scutura înainte de întrebuințare ’Használat előtt felrázandó’.[47]

A kijelentő mód jelen idejű alakját gyakran használják jövő idejű jelentéssel. Egyes nyelvekben, mint a közép-délszlávokban, a befejezett szemléletű ige jelen idejű alakjának rendszerint nincs is jelen idejű jelentése, hanem mellékmondatokban használják jövő idejű jelentéssel: (szerbül) Oni će igrati tango dok ne padnu od umora ’Addig fognak tangózni, amíg össze nem esnek a fáradtságtól’.
A magyarban a befejezett szemléletű igék, melyek egyes igekötőkkel válnak ilyenekké, önálló mondatban is kifejezhetnek jövő időt: Megtanulja a verset.
Egyéb nyelvekben is, bár többnyire nem fejezik ki morfémával az igeszemléletet, gyakran használják a kijelentő mód jelen idejű alakot jövő idejű jelentéssel, főleg megfelelő időhatározó segítségével:
- (franciául) J’arrive dans cinq minutes ’Öt perc múlva érkezem’;[50]
- (angolul) I’m going home tomorrow ’Holnap hazamegyek’;[51]
- (románul) Mâine plec la Constanța ’Holnap Konstancába utazom’.[52]

A magyarban folyamatos szemléletű ige is kifejezheti ilyenképpen a jövő időt. A majd határozó egyik jelentése ezt hivatott elősegíteni: Majd látni akarom, mit rajzoltatok.
A felszólító mód helyett használt kijelentő mód jelen idő is beleérti a jövő időt:
- (magyarul) Elmegy a sarokig, és ott jobbra fordul;[54]
- (franciául) Vous prenez la première rue à droite ’Az első utcánál jobbra fordul’;[50]
- (angolul) You turn left at the church ’A templomnál balra fordul’;[55]
- (románul) Stingi chiar acum lumina și te culci! ’Azonnal eloltod a lámpát és lefekszel!’[56]

A közép-délszláv diarendszerben nincs morfémával jelzett kötőmód és ennek megfelelő magyar felszólító mód. Funkcióját a kijelentő mód jelen idejű alakja látja el, és ilyen használattal is van jövő idejű jelentése: (horvátul) Odmah da dođu svi ovamo! ’Mindenki azonnal jöjjön ide!’
A franciában a kijelentő mód jelen idő kötelező a jövő idő helyett a si ’ha’ kötőszóval bevezetett feltételes mellékmondatban: Si j’ai le temps, je passerai chez toi ce soir ’Ha lesz időm, benézek hozzád ma este’. Az angolban sem lehet jövő idejű alakot használni hasonló esetben. A leggyakrabban valamelyik jelen idejű alak használatos: If it rains, the reception will take place indoors ’Ha esik / esni fog az eső, a fogadás bent lesz’.